# بنجامين برنارد بواتينغ
بنجامين برنارد بواتينغ (بالإنجليزية: Benjamin Bernard Boateng) هو لاعب كرة قدم غاني في مركز الهجوم لاعب وسط، ولد في 22 نوفمبر 2000. لعب مع Elmina Sharks F.C. ‏.